# Акани Сонгсермсавад
Акани Сонгсермсавад (также Санни Акани, англ. Akani Songsermsawad; род. 1995) — тайский профессиональный игрок в снукер.

## Биография
Родился 10 сентября 1995 года в Бангкоке.
В любительских соревнованиях снукера в Таиланде — с 2011 года. Впервые привлёк к себе внимание международного сообщества, победив 5:2 профессионала Мэттью Селта в чемпионате Sangsom 6-red World Championship 2008 года.
В 2015 году Акани выиграл чемпионат Азии по снукеру в возрасте до 21 года, обыграв Юаня Сыцзюня в финале со счётом 6:4, получив таким образом двухлетнюю карту на профессиональном мэйнтуре туре по снукеру в сезонах 2015/2016 и 2016/2017 годов. Впервые появился в рейтинге профессионалов после участия на Чемпионате мира 2016 года, где он был обыгран своим соотечественником Тепчайя Ун-Ну в первом раунде со счётом 10:9.